# Trương Trung Phụng
Trương Trung Phụng (chữ Hán: 張中奉, 1908 - 1982), quê ở Nghệ An, là người nổi tiếng về truyền thống yêu nước và cách mạng. Ông cũng là đảng viên của Việt Nam Cách mệnh Đồng minh Hội (Việt Cách) .

## Tiểu sử
Trương Trung Phụng sinh ra ở Nghệ An, nhưng quê quán ở Xuân Trường, Nam Định. Ông sinh năm 1908.

### Rời đất nước sang Trung Quốc
Cũng như nhiều thanh niên xứ Nghệ, Trương Trung Phụng sớm rời đất nước sang Trung Quốc tìm tổ chức yêu nước để liên hệ tham gia. Lúc đầu bỡ ngỡ, Trương Trung Phụng được Trương Bội Công nhận làm con đỡ đầu, giới thiệu cho đi học ở trường quân sự Hoàng Phố. Trương Bội Công sang Trung Quốc từ thời Đông Du, tham gia quân đội Tưởng Giới Thạch, năm 1940, ông đã được thăng hàm thiếu tướng, giúp việc cho tướng Trương Phát Khuê, tư lệnh đệ tứ chiến khu, trong kế hoạch Hoa quân nhập Việt hòng can thiệp vào nước ta và tích cực lội kéo thanh niên Việt Nam ở Hoa Nam làm đặc vụ cho quân đội Tưởng.

### Giai đoạn năm 1940
Cuối thu năm 1940, Nguyễn Ái Quốc đến Quế Lâm để tìm cách xây dựng các tổ chức cách mạng Việt Nam hoạt động công khai và khẩn trương thiết lập đường dây Quế Lâm, Liễu Châu, Nam Ninh, Tĩnh Tây ở sát biên giới Việt - Trung. Khi đang tìm cách đến Liễu Châu thì Trương Trung Phụng đã báo cáo cho Ban hải ngoại qua Trịnh Đông Hải (tức Vũ Anh) biết: Cơ quan Biên giới công tác đội của Trương Bội Công đã rời từ Liễu Châu về Tĩnh Tây, cách biên giới không xa và đang tìm người Việt Nam để giúp việc. Hiện có 43 thanh niên từ Cao Bằng sang, nhưng không ăn ý lắm với Trương Bội Công. Cuối thư, Trương Trung Phụng còn khuyên nên xuống Tĩnh Tây để nắm số thanh niên trên. Khi được nghe báo cáo, Nguyễn Ái Quốc hỏi thêm về Trương Trung Phụng thì Trịnh Đông Hải vì một số đồng chí khác cho biết Phụng là người tốt, có tinh thần yêu nước, tuy là con đỡ đầu của Trương Bội Công, nhưng không tán thành nhiều việc làm của ông ta và có cảm tình với nhóm Trịnh Đông Hải. Từ nguồn tin này, Nguyễn Ái Quốc đã bàn với Ban hải ngoại cử Trịnh Đông Hải, Dương Hoài Nam (tức Võ Nguyên Giáp) và Cao Hồng Lãnh đi sang Tĩnh Tây bàn cách để Trương Bội Công mời toàn bộ Biện sự xứ Việt Minh xuống đó để bàn tính công việc. Kế hoạch đã thực hiện đúng như dự kiến và con đường về Pác Bó, Cao Bằng của Bác và cùng Ban hải ngoại đã mở.

### Cách mạng tháng Tám 1945 thắng lợi
Cách mạng tháng Tám 1945 thắng lợi, Trương Trung Phụng về nước với quân hàm đại tá, do thấy rõ bộ mặt tay sai của bọn Việt Quốc, Việt Cách ở Tĩnh Tây, ông ủng hộ chính sách Đại đoàn kết dân tộc của Hồ Chủ tịch và được giới thiệu ứng cử Quốc hội nước Việt Nam dân chủ cộng hòa khóa I tại thành phố Hải Phòng. Các ứng cử viên do Mặt trận giới thiệu như Trương Trung Phụng, Nguyễn Đình Thi, Nguyễn Sơn Hà đã trúng cử với số phiếu rất cao. 
Khi trường võ bị Trần Quốc Tuấn mở ở Thủ đô, Trương Trung Phụng được điều về giảng dạy ở trường này và suốt thời gian kháng chiến chống Pháp, chống Mỹ, ông phục vụ trong các trường, viện đào tạo cán bộ quân sự. Khi về hưu, ông chuyển về Thành phố Hồ Chí Minh.
Ông mất ngày 23/12/1982 tại Thành phố Hồ Chí Minh.